# Les Cadets de l'espace
Les Cadets de l'espace (The Space Kidettes), également connue sous le titre de L’Équipée sidérale, est une série télévisée d'animation américaine en 20 épisodes de 10 minutes produite par les studios Hanna-Barbera et diffusée entre le 10 septembre 1966 et le 21 janvier 1967 sur le réseau NBC, sur sa case du samedi matin.
En France, la série a été diffusée pour la première fois le 24 décembre 1975 sur TF1 dans l'émission Les Visiteurs du Nouvel An sous le titre de L’Équipée sidérale. Elle a été rediffusée en 1976 sur TF1 dans Les Visiteurs du mercredi sous le titre de Les Cadets de l'espace.

## Synopsis
Quatre jeunes enfants espiègles vivent dans l'espace, dans une maison orbitale, avec leur chien, Pup-Star. Ils ont en leur possession une carte au trésor, et explorent d'autres planètes, à la recherche du butin. Mais le méchant capitaine Astral et son complice, Static, ont eu vent de la carte au trésor et cherchent à capturer les enfants afin de leur voler le précieux document ...

## Fiche technique
- Titre original : The Space Kidettes
- Titre français : Les Cadets de l'espace ; L’Équipée sidérale (titre alternatif)
- Réalisation : Joseph Barbera ; William Hanna ; Alex Lovy
- Scénario : Tony Benedict
- Musique : Ted Nichols
- Production : Hanna-Barbera
- Société de production : Hanna-Barbera Productions
- Pays d'origine : États-Unis
- Langue : anglais
- Nombre d'épisodes : 20 (1 saison)
- Durée : 10 minutes
- Date de première diffusion : 
  -  États-Unis : 10 septembre 1966
  -  France : 24 décembre 1975

## Voix françaises
- Georges Atlas : Capitaine Astral
- Philippe Dumat : Static

## Voix originales
- Daws Butler : Capitaine Astral (Captain Skyhook en VO)
- Chris Allen : Scooter
- Janet Waldo : Jenny
- Don Messick : Compte à rebours (Countdown en VO)
- Lucille Bliss : Snoopy

## Épisodes
1. Le Petit Homme bleu (Moleman Menace)
2. La Cachette mystérieuse (Jet Set Go)
3. Les Indiens de l'espace (Space Indians)
4. Titre français inconnu (Swamp-Swamped)
5. Les Héros de l'espace (Space Heroes)
6. Le Capitaine Astral et la sorcière (Space Witch)
7. La Baleine de l'espace (Tale of a Whale)
8. Titre français inconnu (Space Giant)
9. Carnaval sidéral (Space Carnival)
10. Titre français inconnu (The Laser Breathing Space Dragon)
11. Titre français inconnu (The Flight Before Christmas)
12. Titre français inconnu (Beach Brawl)
13. Titre français inconnu (Dog-napped in Space)
14. Titre français inconnu (Secret Solar Robot)
15. Le Pirate (King of the Space Pirates)
16. Les Mystérieux Abominables Hommes des neiges (Planet of Greeps)
17. Titre français inconnu (Cosmic Condors)
18. Titre français inconnu (The Space Mermaid)
19. Titre français inconnu (Haunted Planet)
20. Titre français inconnu (Something Old - Something Gnu)

## Sortie DVD
L'intégralité des épisodes est sortie en coffret 4 DVD dans la collection "Hanna-Barbara Classic Collection" chez Warner Archive. Les copies ont toutes été restaurées. Les épisodes sont regroupés auprès de ceux de la série "Sansom et Goliath". Le coffret est titré "The Space Kidettes / Young Samson Complete series".